# Oberorke

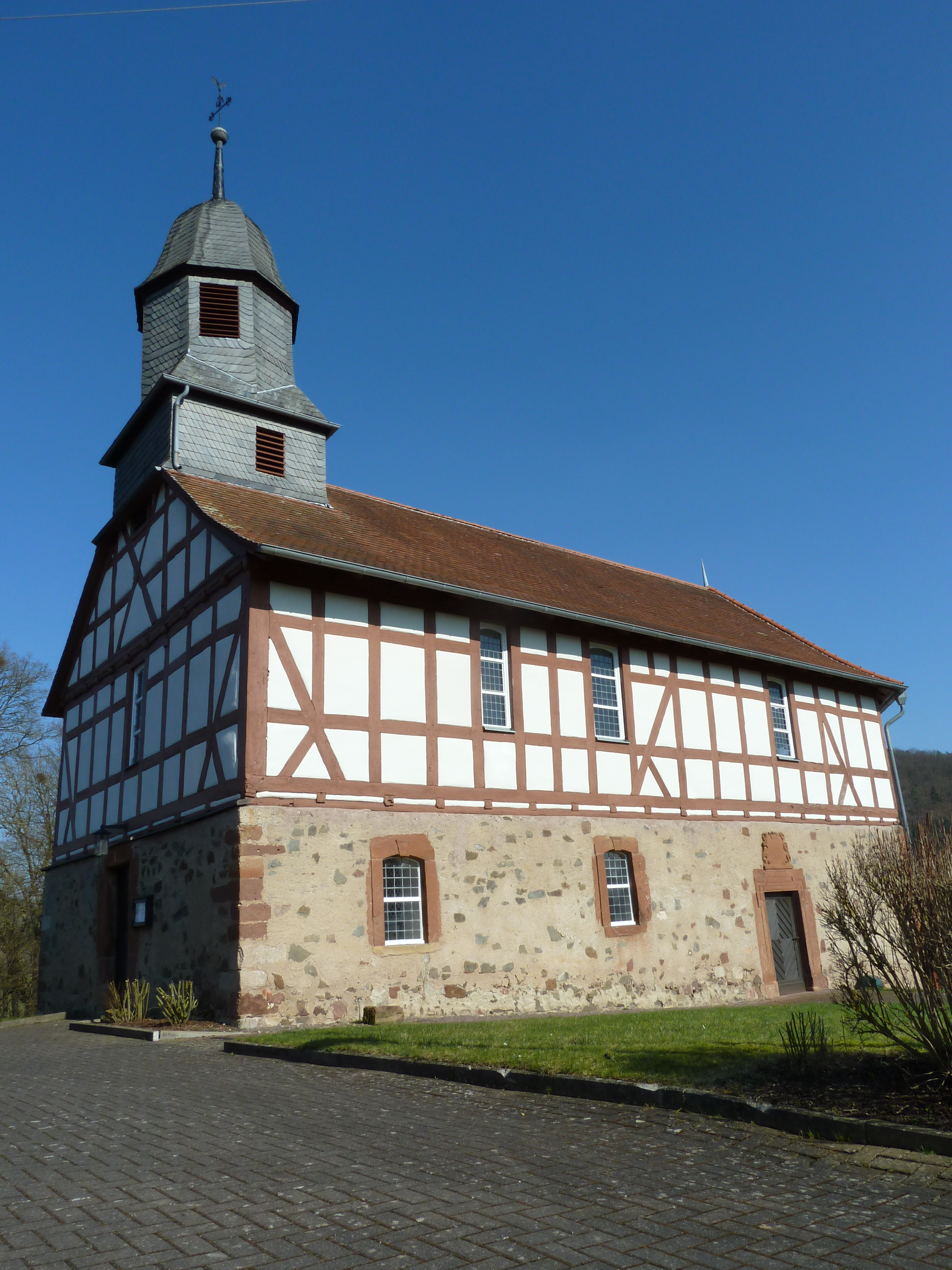
Dorfkirche

Oberorke ist ein kleiner Ortsteil der Gemeinde Vöhl im nordhessischen Landkreis Waldeck-Frankenberg und staatlich anerkannter Luftkurort. Er liegt auf einer Erhebung im Orketal.

## Geographie
Mitten in einer Berglandschaft mit zwei Burgen, umgeben von weitreichenden Laub- und Nadelwäldern, liegt das erstmals 1016 urkundlich als „Orcana“ erwähnte Dorf. Durch Oberorke, mit knapp 100 Einwohnern der kleinste Ortsteil der Gemeinde Vöhl, führt der Kellerwaldsteig. Im Jahr 1739 wurde auf der Kirche, einen wesentlich älteren Unterbau aus Bruchsteinen, ein Fachwerkgeschoss errichtet.

## Geschichte

### Ortsgeschichte
Die älteste bekannte schriftliche Erwähnung erfolgte unter dem Namen Orcana im Jahr 1016. Oberorke selbst wurde erst 1577 als Obernorcka erwähnt.
Zu Oberorke gehört der etwa 1,5 km südlich gelegene und im Jahre 1016 erstmals urkundlich erwähnte Hof Treisbach; er ist aus geschichtlichen Gründen ein Kulturdenkmal. In dessen Nähe liegt die Wüstung Schmengeberg, Ort zweier gegen Ende des 16. Jahrhunderts aufgegebenen Meierhöfe.
Hessische Gebietsreform (1970–1977)
Am 31. Dezember 1971 fusionierten im Zuge der Gebietsreform in Hessen die bis dahin selbständigen Gemeinden Oberorke, Buchenberg, Ederbringhausen, Harbshausen, Kirchlotheim, Niederorke und Schmittlotheim freiwillig zur neuen Gemeinde Hessenstein. Am 1. Januar 1974 wurde die Gemeinde Hessenstein kraft Landesgesetz mit Ittertal (bestehend aus den ehemaligen Gemeinden Dorfitter, Herzhausen und Thalitter), Marienhagen, Obernburg und Vöhl zur neuen Großgemeinde Vöhl zusammengeschlossen. Für alle ehemals eigenständigen Gemeinden von Vöhl wurden Ortsbezirke mit Ortsbeirat und Ortsvorsteher nach der Hessischen Gemeindeordnung gebildet.

### Verwaltungsgeschichte im Überblick
Die folgende Liste zeigt die Staaten und Verwaltungseinheiten, denen Oberorke angehört(e):
- vor 1577: Heiliges Römisches Reich, Gericht Viermünden
- ab 1577: Heiliges Römisches Reich, Landgrafschaft Hessen-Marburg, Amt Frankenberg-Wolkersdorf, Gericht Viermünden
- ab 1585: Heiliges Römisches Reich, Landgrafschaft Hessen-Marburg, Herrschaft Itter
- 1604–1648: Heiliges Römisches Reich, strittig zwischen Hessen-Kassel und Hessen-Darmstadt (Hessenkrieg)[11]
- ab 1604: Heiliges Römisches Reich (bis 1806), Landgrafschaft Hessen-Kassel, Herrschaft Itter (später Amt Frankenberg)
- 1623–1648: Landgrafschaft Hessen-Darmstadt, Amt Herrschaft Itter
- ab 1806 Landgrafschaft Hessen-Kassel, Amt Frankenberg
- 1807–1813: Königreich Westphalen, Departement der Werra, Distrikt Marburg, Kanton Frankenau
- ab 1815: Kurfürstentum Hessen, Amt Frankenberg[12]
- ab 1821: Kurfürstentum Hessen, Provinz Oberhessen, Kreis Frankenberg[13][Anm. 1]
- ab 1848: Kurfürstentum Hessen, Bezirk Marburg
- ab 1851: Kurfürstentum Hessen, Provinz Oberhessen, Kreis Frankenberg
- ab 1867: Königreich Preußen, Provinz Hessen-Nassau, Regierungsbezirk Kassel, Kreis Frankenberg
- ab 1871: Deutsches Reich, Königreich Preußen, Provinz Hessen-Nassau, Regierungsbezirk Kassel, Kreis Frankenberg
- ab 1918: Deutsches Reich, Freistaat Preußen, Provinz Hessen-Nassau, Regierungsbezirk Kassel, Kreis Frankenberg
- ab 1944: Deutsches Reich, Freistaat Preußen, Provinz Kurhessen, Landkreis Frankenberg
- ab 1945: Deutsches Reich, Amerikanische Besatzungszone, Groß-Hessen, Regierungsbezirk Kassel, Landkreis Frankenberg
- ab 1946: Deutsches Reich, Amerikanische Besatzungszone, Hessen, Regierungsbezirk Kassel, Landkreis Frankenberg
- ab 1949: Bundesrepublik Deutschland, Hessen, Regierungsbezirk Kassel, Landkreis Frankenberg
- ab 1972: Bundesrepublik Deutschland, Hessen, Regierungsbezirk Kassel, Landkreis Frankenberg, Gemeinde Hessenstein
- ab 1974: Bundesrepublik Deutschland, Hessen, Regierungsbezirk Kassel, Landkreis Waldeck-Frankenberg, Gemeinde Vöhl

### Bevölkerung
Einwohnerstruktur 2011
Nach den Erhebungen des Zensus 2011 lebten am Stichtag dem 9. Mai 2011 in Oberorke 87 Einwohner. Darunter waren keine Ausländer.
Nach dem Lebensalter waren 6 Einwohner unter 18 Jahren, 36 waren zwischen 18 und 49, 21 zwischen 50 und 84 und 24 Einwohner waren älter. Die Einwohner lebten in 36 Haushalten. Davon waren 9 Singlehaushalte, 15 Paare ohne Kinder und 12 Paare mit Kindern, sowie keine Alleinerziehende und keine Wohngemeinschaften. In 9 Haushalten lebten ausschließlich Senioren und in 21 Haushaltungen leben keine Senioren.
Einwohnerentwicklung
- 1585: 14 Hausgesesse[3]
- 1747: 15 Haushaltungen[3]

| Oberorke: Einwohnerzahlen von 1834 bis 2014 | Oberorke: Einwohnerzahlen von 1834 bis 2014 | Oberorke: Einwohnerzahlen von 1834 bis 2014 | Oberorke: Einwohnerzahlen von 1834 bis 2014 | Oberorke: Einwohnerzahlen von 1834 bis 2014 |
| --- | ------------------------------------------- | ------------------------------------------- | ------------------------------------------- | ------------------------------------------- |
| Jahr |                                             |                                             |                                             | Einwohner                                   |
| 1834 | 1834                                        |                                             | 116                                         | 116                                         |
| 1840 | 1840                                        |                                             | 124                                         | 124                                         |
| 1846 | 1846                                        |                                             | 139                                         | 139                                         |
| 1852 | 1852                                        |                                             | 146                                         | 146                                         |
| 1858 | 1858                                        |                                             | 116                                         | 116                                         |
| 1864 | 1864                                        |                                             | 113                                         | 113                                         |
| 1871 | 1871                                        |                                             | 142                                         | 142                                         |
| 1875 | 1875                                        |                                             | 149                                         | 149                                         |
| 1885 | 1885                                        |                                             | 130                                         | 130                                         |
| 1895 | 1895                                        |                                             | 105                                         | 105                                         |
| 1905 | 1905                                        |                                             | 120                                         | 120                                         |
| 1910 | 1910                                        |                                             | 123                                         | 123                                         |
| 1925 | 1925                                        |                                             | 144                                         | 144                                         |
| 1939 | 1939                                        |                                             | 124                                         | 124                                         |
| 1946 | 1946                                        |                                             | 195                                         | 195                                         |
| 1950 | 1950                                        |                                             | 184                                         | 184                                         |
| 1956 | 1956                                        |                                             | 132                                         | 132                                         |
| 1961 | 1961                                        |                                             | 107                                         | 107                                         |
| 1967 | 1967                                        |                                             | 108                                         | 108                                         |
| 1980 | 1980                                        |                                             | ?                                           | ?                                           |
| 1990 | 1990                                        |                                             | ?                                           | ?                                           |
| 2000 | 2000                                        |                                             | ?                                           | ?                                           |
| 2011 | 2011                                        |                                             | 87                                          | 87                                          |
| 2014 | 2014                                        |                                             | 92                                          | 92                                          |
| Datenquelle: Historisches Gemeindeverzeichnis für Hessen: Die Bevölkerung der Gemeinden 1834 bis 1967. Wiesbaden: Hessisches Statistisches Landesamt, 1968. Weitere Quellen: Gemeinde Vöhl; Zensus 2011 |                                             |                                             |                                             |                                             |

Historische Religionszugehörigkeit
Im Jahr 1885 gehörten alle 119 Einwohnern der evangelischen Konfession an. 1961 wurden 99 evangelische (92,5 %) und acht katholische (7,5 %) Christen gezählt.

## Sehenswürdigkeiten

### Im Ort
- Evangelische Kirche, Saalbau mit Dachreiter, barocke Ausmalung, Kanzelaltar, Orgel 1769/70 erbaut von den Gebrüdern Kleine mit 7 Registern.[15][16]
- Historische Grenzsteine

### In der näheren Umgebung
- Burg Hessenstein (heute Jugendherberge)
- Keseburg (Burgruine)
- Burg Lichtenfels (in Privatbesitz, nicht öffentlich zugänglich)
- Mauerreste des 1802 abgebrochenen Ritterguts Hermannsberg zwischen Oberorke und Viermünden